# Област Елбасан
Област Елбасан (алб. Rrethi i Elbasanit) је једна од 36 области Албаније. Има 295.827 становника (попис из 2011), и површину од 1.290 km². У центру је земље, а његова престоница је Елбасан. Други градови у овој области су Церик (алб. Cërrik) и Керабе (алб. Kërrabë).
Обухвата општине: Бељш, Брадашеш, Гостим, Грацен, Грекан, Ђерђан, Ђинар, Елбасан, Заваљин (Завалина), Кајан, Кљос, Љабинот-Маљ (Љабинот-Брдо), Љабинот-Фуш (Љабинот-Поље), Молас, Папр, Рас, Треган, Фиерз, Фунар, Црик (Церик), Шаљс, Ширђан и Шушиц (Сушица).